# Marino Giudice
Marino del Giudice (né à Amalfi, en Campanie, Italie, vers 1305 et mort à Gênes, en décembre 1385 ou le 11 janvier 1386) est un cardinal italien du XIVe siècle. 

## Repères biographiques
Marino Giudice est chanoine à la cathédrale d'Amalfi. Il est élu évêque de Castellamare en 1370 et transféré au diocèse de Cassano, où il est chassé à cause de son soutien au pape Urbain VI. Il est promu archevêque de Brindisi-Oria en 1379 et transféré à l'Archidiocèse de Tarente vers 1380. Giudice est aussi administrateur apostolique d'Aversa et d'Imola.
Marino del Giudice est créé cardinal par le pape Urbain VI lors du consistoire du 21 décembre 1381 ou lors du consistoire vers 1383. Il est nommé camerlingue de la Sainte Église en 1383.
Avec les cardinaux Giovanni d'Amelia, Adam Easton, Gentile di Sangro, Bartolomeo de Coturno et Ludovico Donato, il conspire contre le pape Urbain VI. Ils sont arrêtés et ils avouent leur culpabilité sous la torture. Les cardinaux, sauf Easton, sont exécutés à Gênes en décembre 1385 ou le 11 janvier 1386.